# Krynica-Zdrój (gmina)
Krynica-Zdrój (1973–1976 gmina Tylicz; 1976–2001 gmina Krynica) – gmina miejsko-wiejska w Polsce położona w województwie małopolskim, w powiecie nowosądeckim.
Siedzibą gminy jest miasto Krynica-Zdrój.
Sąsiaduje z gminami Grybów, Łabowa, Muszyna, Uście Gorlickie oraz ze Słowacją.
Gmina zajęła wysokie czwarte miejsce, w rankingu podsumowującym kadencję 2010–2014, w kategorii gmin turystycznych o najwyższych zmianach w potencjale finansowym w latach 2010–2013, opracowanym przez firmę „Curulis”.

## Geografia
Gmina położona jest we wschodniej części Beskidu Sądeckiego i na zachodnim skraju Beskidu Niskiego.
Gmina posiada obszar 145,3 km², w tym: użytki rolne 39%, użytki leśne 55%. Stanowi to 9,37% powierzchni powiatu.

## Sołectwa
Berest, Czyrna, Mochnaczka Niżna, Mochnaczka Wyżna, Muszynka, Piorunka, Polany, Tylicz oraz miasto Krynica-Zdrój.

## Historia
W 1363 roku król Kazimierz Wielki w miejscu osady Ornawa założył miejscowość Miastko. Nadając prawa miejskie, ufundował tutaj kościół, szkołę parafialną oraz mury obronne. Miastko (przemianowane w 1612 na Tylicz) było aż do XIX wieku najważniejszym ośrodkiem regionu. W 1391 roku król Władysław Jagiełło Miastko i okoliczne ziemie nadaje biskupom krakowskim i włącza do klucza muszyńskiego, który istnieje do I rozbioru Polski.
Po roku 1856 nastąpił gwałtowny rozwój Krynicy dzięki tutejszym zdrojom i działalności prof. Józefa Dietla. W roku 1889 Krynica uzyskała prawa miejskie. Tylicz stracił je w roku 1935.
1 sierpnia 1934 roku w powiecie nowosądeckim w woj. krakowskim utworzono wiejską gminę zbiorową Krynica-Wieś z obszaru dotychczasowej jednostkowej gminy wiejskiej Krynica-Wieś. Po wojnie gmina zachowała przynależność administracyjną. Gmina Krynica została zniesiona 1 stycznia 1950 roku, a jej obszar włączony do miasta Krynica.
Współczesna wiejska gmina Krynica (nie obejmująca Krynicy) powstała 15 stycznia 1976 w związku z przemianowaniem gminy Tylicz na Krynica i przeniesieniem siedziby jednostki do Krynicy.
1 stycznia 1992 miasto i gminę Krynica połączono we wspólną miejsko-wiejską gminę Krynica.
W latach 1976–1998 gmina położona była w województwie nowosądeckim. Od 1 stycznia 1999 w województwie małopolskim, w powiecie nowosądeckim.
1 stycznia 2002 nazwę gminy (i miasta) przemianowano z Krynica na Krynica-Zdrój.

## Demografia

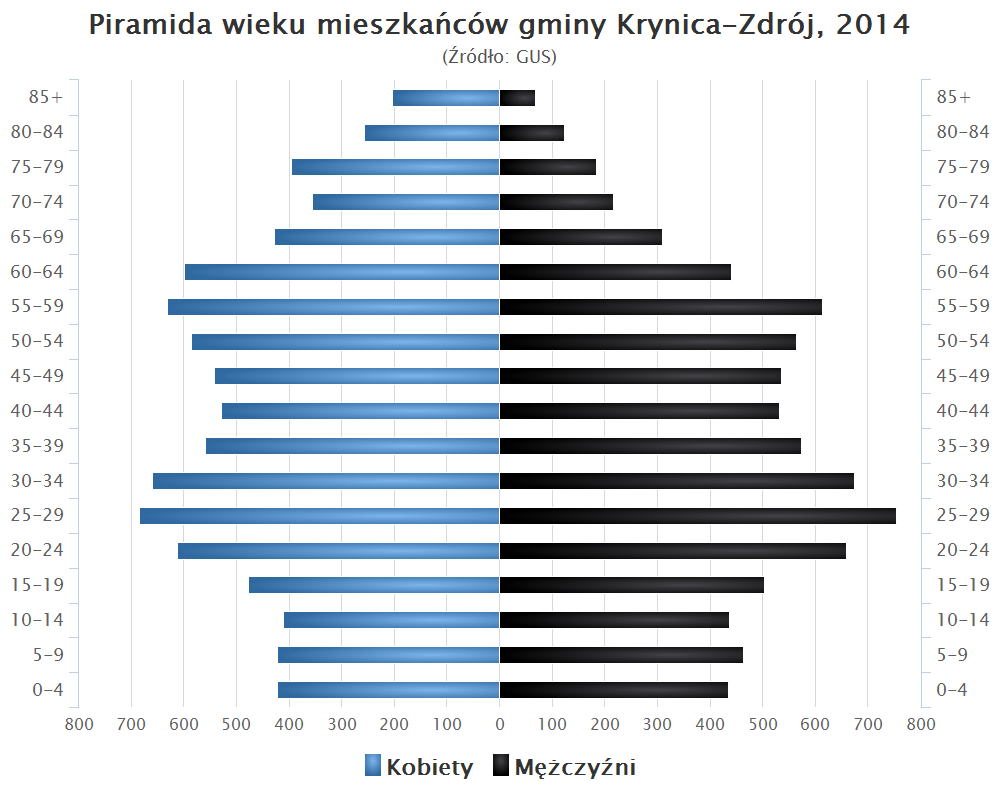
Piramida wieku mieszkańców gminy Krynica-Zdrój w 2014 roku

Dane z 31 grudnia 2017 roku
| Opis                              | Ogółem | Ogółem | Kobiety | Kobiety | Mężczyźni | Mężczyźni |
| --------------------------------- | ------ | ------ | ------- | ------- | --------- | --------- |
| jednostka                         | osób   | %      | osób    | %       | osób      | %         |
| populacja                         | 16 780 | 100    | 8709    | 51,9    | 8071      | 48,1      |
| gęstość zaludnienia (mieszk./km²) | 116    | 116    | 60      | 60      | 56        | 56        |

## Zabytki
- Zabytki Krynicy-Zdroju
- Drewniana cerkiew greckokatolicka pw. Św. Michała Archanioła w Mochnaczce z 1846 roku. Jest trójdzielną świątynią z wieżą konstrukcji słupowej z izbicą. Prezbiterium jest wielokrotnie zamknięte. Wewnątrz ikonostas barokowo-klasycystyczny, dwa ołtarze barokowe i ambona.
- Kaplica w Mochnaczce Niżnej z 1787 roku. Pierwotnie służyła jako cerkiew. Zbudowana jest z drewna, posiada ołtarz i ikonostas.
- Kaplica w Mochnaczce Wyżnej z 1700 roku.
- Cerkiew greckokatolicka pw. Św. Kosmy i św. Damiana w Tyliczu z 1743 roku. Jest trójdzielnym, drewnianym budynkiem z wieżą konstrukcji słupowej. We wnętrzu cerkwi znajduje się ikonostas z XVIII wieku, polichromia z 1938 roku. Znajduje się tu specjalne miejsce dla śpiewaków zwane kriłosami.
- Cerkwie w Bereście, Muszynce, Piorunce, Polanach i Czyrnej.
- Rezerwat historyczny „Okopy konfederatów barskich” w Tyliczu.

## Turystyka
Atrakcje turystyczne:
- przejazd kolejką gondolową na Jaworzynę Krynicką (1114 m n.p.m.). Kolejka ma przepustowość do 1600 osób/godz.
- trasy narciarskie na Jaworzynie i Słotwinach. Znajduje się tu kilka sztucznie naśnieżanych i oświetlonych wyciągów narciarskich.
- gęsta sieć szlaków turystycznych. Przy szlaku czerwonym na Jaworzynę Krynicką stoi pomnik przyrody nieożywionej "Diabelski Kamień". Skała ta jest wąska u podstawy i szersza w górnej części. Przez obszary na stokach Szalonego i Góry Parkowej prowadzą ścieżki przyrodnicze. Trzecia jest przygotowywana na wschodnim zboczu Jaworzyny Krynickiej.
- na stokach Runku, Żydówki, Huzarów, Doliny Muszynki i Szczawicznego Potoku można uprawiać kolarstwo górskie.
- stadniny koni w Tyliczu.

## Religia
- Kościół rzymskokatolicki: 9 parafii
- Parafia greckokatolicka św. Apostołów Piotra i Pawła
- Kościół Chrześcijan Baptystów
- Chrześcijańska Wspólnota Zielonoświątkowa
- Polski Autokefaliczny Kościół Prawosławny: Parafia św. Włodzimierza Wielkiego
- Świadkowie Jehowy: zbór Krynica[11]